# Ванапам
Ванапам, иногда неверно ванапум, Wanapum — племя индейцев Плато, проживавшее ранее вдоль реки Колумбия от Прист-Рэпидс (участок реки Колумбия) и до устья реки Снейк, ныне территория штата Вашингтон. В настоящее время около 60 ванапамов живут вблизи Ванапамской дамбы.

## История
Земли, где исторически проживало племя, с давних времён были богаты лососем. Ванапамы строили дома из американского камыша. Кроме того, они вырезали свыше 300 петроглифов на базальтовых утёсах.
В 1805 г., согласно путевым журналам экспедиции Льюиса и Кларка, ванапамы во главе с вождём Катссахнемом (Cutssahnem) оказали радушный приём экспедиции, поделились с ними едой и устроили в их честь праздник. Описания их жилищ, одежды и внешнего вида содержатся в путевых журналах капитана Кларка.
В 1953 г. в результате строительства двух дамб — Прист-Рэпидс и Ванапамской — были затоплены побережья рек, где ванапамы традиционно проживали в камышовых домах, и остатки племени были вынуждены переселиться.

## Наследие
При строительстве Ванапамской дамбы около 60 образцов наскального искусства ванапамов были вырублены из скалы при помощи взрывов, и в настоящее время находятся в государственном парке Гинкго-Ванапам.
В музее Центра наследия ванапамов представлены артефакты их истории времён до сооружения дамб. Речной патруль реки Ванапам следит за сохранностью земель индейцев и предоставляет информацию туристам.

## Вашанский культ
В XIX веке духовный лидер ванапамов по имели Смохалла создал новый культ под названием вашан или вашани (washani). Сторонники этого культа верили, что белый человек однажды исчезнет, если соблюдать ритуалы и традиционный образ жизни. Вместо того, чтобы участвовать в военных конфликтах с белыми, индейцы молились. В результате статус племени оказался в подвешенном состоянии: племя ни разу не воевало с белыми, но и не подписывало с ними договоров, и до сих пор его права на земли не признаны на федеральном уровне.
До настоящего времени вашанский культ практикуется также в ряде других племён..